# Return to Myself ~시나이, 시나이, 나츠.
〈Return to Myself ~시나이, 시나이, 나츠.〉(일본어: - 〜しない、しない、ナツ。→안 하는, 안 하는, 여름.)는 일본의 가수 하마다 마리의 아홉 번째 싱글 앨범으로, 1989년 4월 19일 발매되었다. (8cm CD: VDRS-1133) B 사이드 곡은 〈Restless Kind〉이며 두 곡 모두 작사 ·  작곡 ·  편곡자가 모두 동일하다. 작사는 하마다 마리가, 작곡은 오츠키 히로유키 (大槻啓之)가 맡았으며, 편곡은 오츠키를 비롯해 그렉 에드워드, H.M. PROJECT, 랜디 커버가 담당했다.
이 곡은 일본의 화장품 기업 가네보의 여름 캠페인 송으로 사용된 노래로, 당시 오츠카 네네가 출연했던 광고에서 대량으로 송출되었다. 부제목 "시나이, 시나이, 나츠."는 이 광고의 캐치프레이즈인 "化粧なおし、しない、しない、ナツ" (→화장 수정, 안 하는, 안 하는, 여름)의 문구 그 자체이며, 이 캐치프레이즈는 앞부분이 수정되어 이 곡의 가사에도 그대로 수용된다.
이 곡은 다양한 아티스트에 의해 리메이크 된다. 일본의 걸즈 밴드 Mi (엠아이)가 가장 먼저 리메이크해 2006년 음반 《80's × Mi》에 실었고, 이듬해 데몬 코구레 캇카가 음반 《GIRL'S ROCK》가 뒤이어 수록했다. 2013년 역시 일본의 걸즈 밴드인 Cyntia가 제목이 완전히 동일한 싱글을 발매했으며, 그 다음 해에 시바타 아유미 또한 리메이크 음반 《kick start》에 이 곡을 수록했다.

## 수록곡
| #  | 제목                                                                         | 작사        | 작곡            | 편곡                                                       | 재생 시간 |
| -- | ---------------------------------------------------------------------------- | ----------- | --------------- | ---------------------------------------------------------- | --------- |
| 1. | 〈〈Return to Myself ~시나이, 시나이, 나츠.〉〉 (- 〜しない、しない、ナツ。) | 하마다 마리 | 오츠키 히데유키 | 오츠키 히데유키 / 그렉 에드워드 / H.M. PROJECT / 랜디 커버 |           |
| 2. | 〈〈Restless Kind〉〉                                                        | 하마다 마리 | 오츠키 히데유키 | 오츠키 히데유키 / 그렉 에드워드 / H.M. PROJECT / 랜디 커버 |           |

## 발매 일정
| 버전                                        | 일정            | 레이블     | 포맷                 |
| ------------------------------------------- | --------------- | ---------- | -------------------- |
| 〈Return to Myself ~시나이, 시나이, 나츠.〉 | 1989년 4월 19일 | Invitation | 8cm CD (VDRS-1133)   |
| 〈Return to Myself ~시나이, 시나이, 나츠.〉 | 1989년 4월 19일 | Invitation | 7" Vinyl (VIHX-1763) |
| 〈Return to Myself ~시나이, 시나이, 나츠.〉 | 1989년 4월 19일 | Invitation | Cassette (VST-10496) |

## 커버
- 밴드 Mi의 2006년 발매한 앨범 『80's × Mi』에 수록.
- 데몬 각하의 2007년 앨범 『GIRLS' ROCK』에 수록.
- 걸즈 록 밴드 Cyntia가 커버한 동명의 싱글이 2013년 발매.
- 시바타 아유미가 2014년 발매한 커버 앨범 『kick start』에 수록.